# Cranioleuca demissa
El curutié de tepuí (Cranioleuca demissa), también denominado curutié de Pantepui, güitío de Pantepui o güitío de los Tepuis, es una especie de ave paseriforme de la familia Furnariidae perteneciente al numeroso género Cranioleuca. Es nativa de la región de los tepuyes del norte de Sudamérica.

## Hábitat y distribución

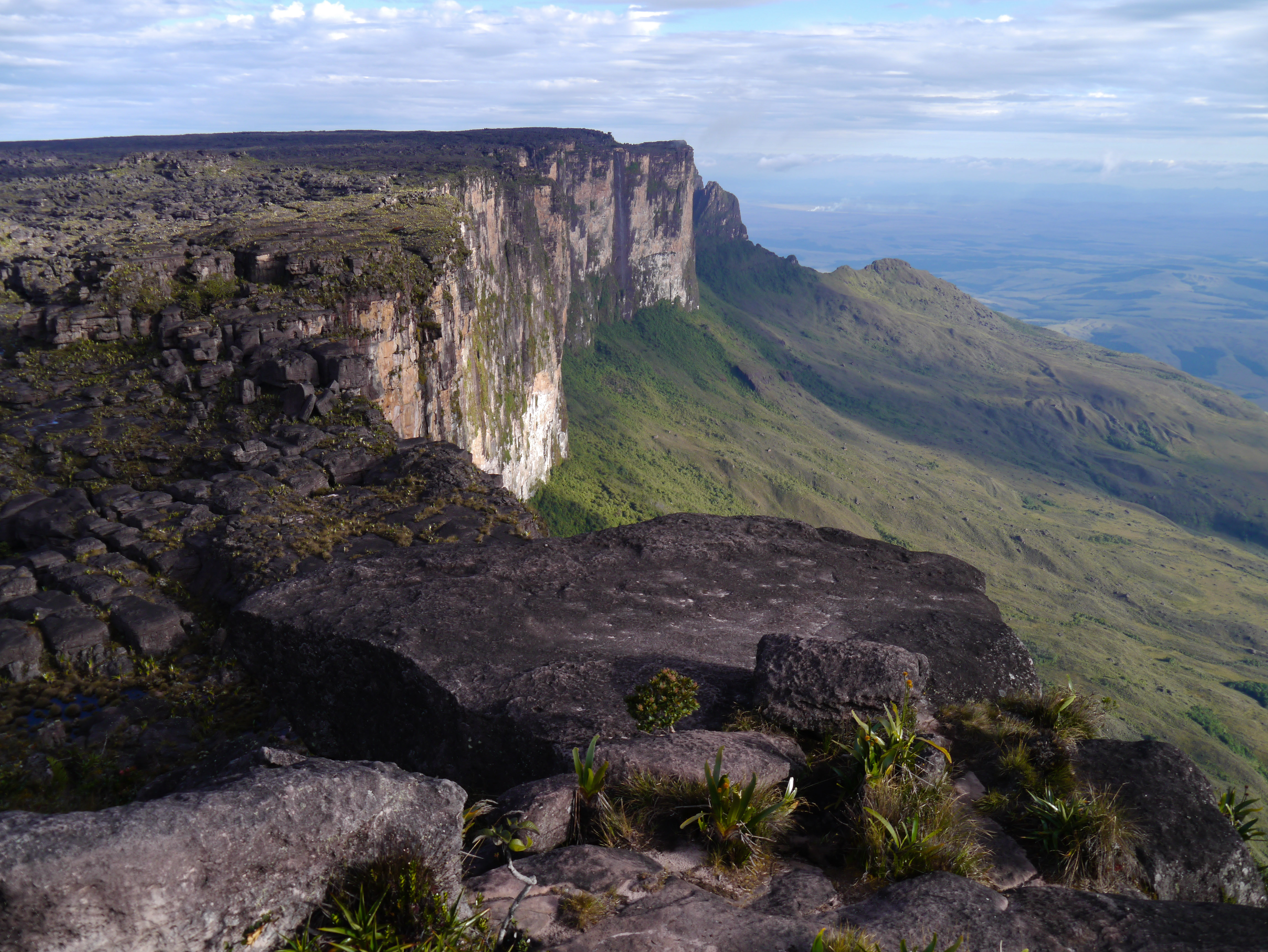
Laderas del Monte Roraima, ejemplo de hábitat de la especie.

Se distribuye por las regiones de montañas tabulares (tepuyes) del sur de Venezuela, extremo centro oeste de Guyana y extremo norte de Brasil. Recientemente registrada también más al sur, en el centro del estado de Roraima, Brasil, en la Serra do Apiaú.
Aunque su población no ha sido cuantificada, se considera un ave bastante común en su hábitat natural: el sub-dosel y los bordes de bosques húmedos montañosos y en galería tropicales entre 1100 y 2450 m de altitud.

## Sistemática

### Descripción original
La especie C. demissa fue descrita por primera vez por los zoólogos británicos Osbert Salvin y Frederick DuCane Godman en 1884 bajo el nombre científico Synallaxis demissa; la localidad tipo es: «Monte Roraima, Bolívar, Venezuela».

### Etimología
El nombre genérico femenino «Cranioleuca» se compone de las palabras del griego «κρανιον kranion»: cráneo, cabeza, y «λευκος leukos»: blanco, en referencia a la corona blanca de la especie tipo: Cranioleuca albiceps; y el nombre de la especie «demissa», proviene del latín «demissus»: modesto, pobre.

### Taxonomía
Algunos autores anteriores la consideraron conespecífica con Cranioleuca curtata. Los datos filogenéticos recientes indican que la presente especie está hermanada con el grupo formado por Cranioleuca hellmayri, C. semicinerea y C. subcristata. La subespecie cardonai requiere una enmenda para cardonaorum ya que fue dedicada «a los ingenieros Jordi y Heinz Cardona» y por lo tanto, tendría que ser en plural.

### Subespecies
Según las clasificaciones del Congreso Ornitológico Internacional (IOC) y Aves del Mundo (HBW), se reconocen dos subespecies, con su correspondiente distribución geográfica:
- Cranioleuca demissa cardonai o cardonaorum (Phelps, Jr & Dickerman, 1980) – región de los tepuyes del sur de Venezuela en Amazonas (cerros Neblina, Parú, Paraque y Duida) y centro de Bolívar (cerros Tabaro y Guaiquinima).
- Cranioleuca demissa demissa (Salvin & Godman, 1884) – región de los tepuyes del sur de Venezuela (Monte Roraima y tepuyes de la región de la Gran Sabana en el sureste de Bolívar), extremo centro norte de Guyana (Monte Ayanganna, también registros visuales en el Monte Kowa) y extremo norte de Brasil (Monte Roraima).

La clasificación Clements Checklist/eBird v.2019 no lista la subespecie cardonai.